# Magnus Unnesson
Magnus Unnesson (latin: Magnus Unnonis), död 11 eller 12 augusti 1470, var en svensk skolmästare och medlem i Birgittinorden. Han var generalkonfessor i Vadstena kloster. 

## Biografi
Magnus Unnesson var magister, Baccalaureus i teologi och canonicus i Linköping. Han blev den 12 maj 1435 munk vid Vadstena kloster. Unnesson blev den 29 april 1444 generalkonfessor vid klostret. Han reste som klostrets ombud 1445 till Rom och gjorde under resan även ett besök i Marienkron. Han återkom till Vadstena 1446. Sveriges kung Karl Knutsson (Bonde) misstänkte att abbedissan Ingeborg av Holstein och generalkonfessorn Unnesson stod på den danska sidan. Han beslutade att de skulle avsättas och skickade biskopen Nils König, som ansåg att det inte fanns någon anledning till att avsätta dem. Istället så avsade de sig frivilligt ämbetena 26 maj 1452. År 1453 gjorde Unnesson åter en resa till Rom, såsom ombud för klostret.
Unnesson blev åter generalkonfessor vid klostret 1460. År 1462 höll han en visitation i Nådendals kloster. Abbedissan Ingeborg av Holstein dog 1465 och man var tvungen att väja en ny abbedissa till klostret. Unnesson sammankallade systrarna och bröderna vid klostret för att utföra ett nyval, men de ville inte göra det förrän Unnesson hade avgått som generalkonfessor. Domprosten Petrus Mörth i Linköping fick resa till Vadstena för att lösa tvisten. Den slutade med att Unnesson avsade sig tjänsten som generalkonfessor 1 december 1465. Unnesson avled natten mellan 11 och 12 augusti 1470.